# Journal of Biblical Literature
Journal of Biblical Literature (JBL) (Журнал библейской литературы) — один из трёх богословских журналов, издаваемых в США Обществом Библейской литературы (Society of Biblical Literature, SBL). Журнал библейской литературы издаётся ежеквартально и публикует научные статьи, касающиеся Ветхого и Нового Заветов.

## История
Первый номер журнала Общества Библейской литературы вышел в 1881 году. До 1890 года журнал назывался "Journal of the Society of Biblical Literature and Exegesis". С 9-го номера, вышедшего в 1890 году, журнал стал называться как "Journal of Biblical Literature".
Решение об издании журнала было принято на четвёртом заседании Общества библейской литературы, которое состоялось 29 декабря 1881 года. В первом номере журнала были опубликованы доклады состоявшейся в июне 1881 года научной конференции Общества библейской литературы. Первый номер журнала вышел тиражом в 500 экземпляре.
С 1882 по 1905 год журнал выходил один раз в год. С 1906 года журнал стал выходить дважды в год и с 1912 года по настоящее время журнал выходить один раз в квартал.

## Авторы
В № 127.1 была опубликована статья российского богослова Андрея Орлова «Praxis of the Voice: The Divine Name Traditions in the Apocalypse of Abraham».

## Главные редакторы
- Frederic Gardiner (1880—1883);
- Hinckley Gilbert Thomas Mitchell (1883—1889);
- George Foot Moore (1889—1894);
- David G. Lyon (1894—1900);
- Lewis B. Paton (1901—1904);
- James Hardy Ropes (1905—1906);
- Benjamin W. Bacon (1907);
- Julius A. Bewer (1908—1909);
- James A. Montgomery (1910—1913);
- Max Leopold Margolis (1914—1921);
- George Dahl (1922—1929);
- Carl H. Kraeling (1930—1933);
- George Dahl (1934);
- Erwin R. Goodenough (1935—1942);
- Robert H. Pfeiffer (1943—1947);
- J. Philip Hyatt (1948—1950);
- Robert C. Dentan (1951—1954);
- David Noel Freedman (1955—1959);
- Morton S. Enslin (1960—1969);
- John HP Reumann (1970);
- Джозеф Фицмайер (1971—1976);
- John Henry Hayes (1977—1982);
- Victor Paul Furnish (1983—1988);
- John J. Collins (1989—1994);
- Jouette M. Bassler (1995—1999);
- Gail R. O’Day (2000—2006);
- James C. Vanderkam (2006—2011).

## Источник
- AE Harvey, 'Learned Journals — New Testament Studies: Journal for the Study of the New Testament. Journal of Biblical Literature.', Times Literary Supplement 5426 (30 March, 2007): 23-24.
- Ernest W. Saunders, Searching the Scriptures: A History of the Society of Biblical Literature 1880—1980, (Chico: Scholars Press, 1982).
- Harold W. Attridge and James C. VanderKam (eds). Presidential Voices: The Society of Biblical Literature in the Twentieth Century. — Society of Biblical Literature, 2006.